# Множник
Мно́жник — операнд операції множення.
У виразі {\displaystyle a\cdot b} є два множники, {\displaystyle a} називається першим множником, {\displaystyle b} називається другим множником.
Множення чисел має властивість комутативності, тому порядок множників не важливий. Множення інших математичних об'єктів, наприклад, матриць — некомутативне і порядок множників має суттєве значення.